# Palacio Manganelli
El Palazzo Manganelli es un edificio antiguo e histórico de Catania, uno de los más notables de la ciudad.

## Historia
El palacio fue construido por encargo de la familia Tornambene en el siglo XV. Este primer núcleo contaba únicamente con planta noble y estaba casi desprovisto de decoraciones y frisos. En 1505 fue vendida a Álvaro Paternò e Isabella, barones de Sigona. El terremoto de 1693 lo dañó gravemente, pero los muros perimetrales permanecieron en pie. A partir de estos, el Palazzo Manganelli fue reformado por Antonio Paternò, quien encargó a los arquitectos Alonzo Di Benedetto y Felice Palazzotto la elaboración de un proyecto de reconstrucción y ampliación. La construcción comenzó en 1694.  En 1873 el terreno de la actual Via di Sangiuliano fue llevado por debajo del nivel del palacio, que por este motivo tuvo que sufrir otro proceso de reestructuración y adecuación por parte de Ignazio Landolina. La adición del piso superior se remonta a esta operación.Los muebles del siglo XVIII se perdieron tras el saqueo de los hombres de Garibaldi.
La última intervención en el interior de la estructura tuvo lugar en los años setenta del siglo XIX, cuando se redecoró una parte del segundo piso según nuevos conceptos arquitectónicos, donde trabajaron el pintor zafferano Giuseppe Sciuti y el pintor florentino Ernesto Bellandi, conocido por haber pintado los frescos del Teatro Massimo Bellini de Catania.

Hoy se presenta como una arquitectura de estilo barroco tardío, con un notable jardín colgante en dos niveles comunicados por una escalera, todo ello apoyado sobre las antiguas murallas de la ciudad, contando con dos fuentes y un ninfeo. De los Paternò, príncipes de Sperlinga y Manganelli, pasó por sucesión a los Príncipes Borghese de Roma a través del matrimonio de Donna Angela Paternò, VII princesa de Sperlinga dei Manganelli (dama de compañía de la Reina de Italia María José de Saboya) con Don Flavio Borghese, XII príncipe de Sulmona (que tuvo lugar en 1927).

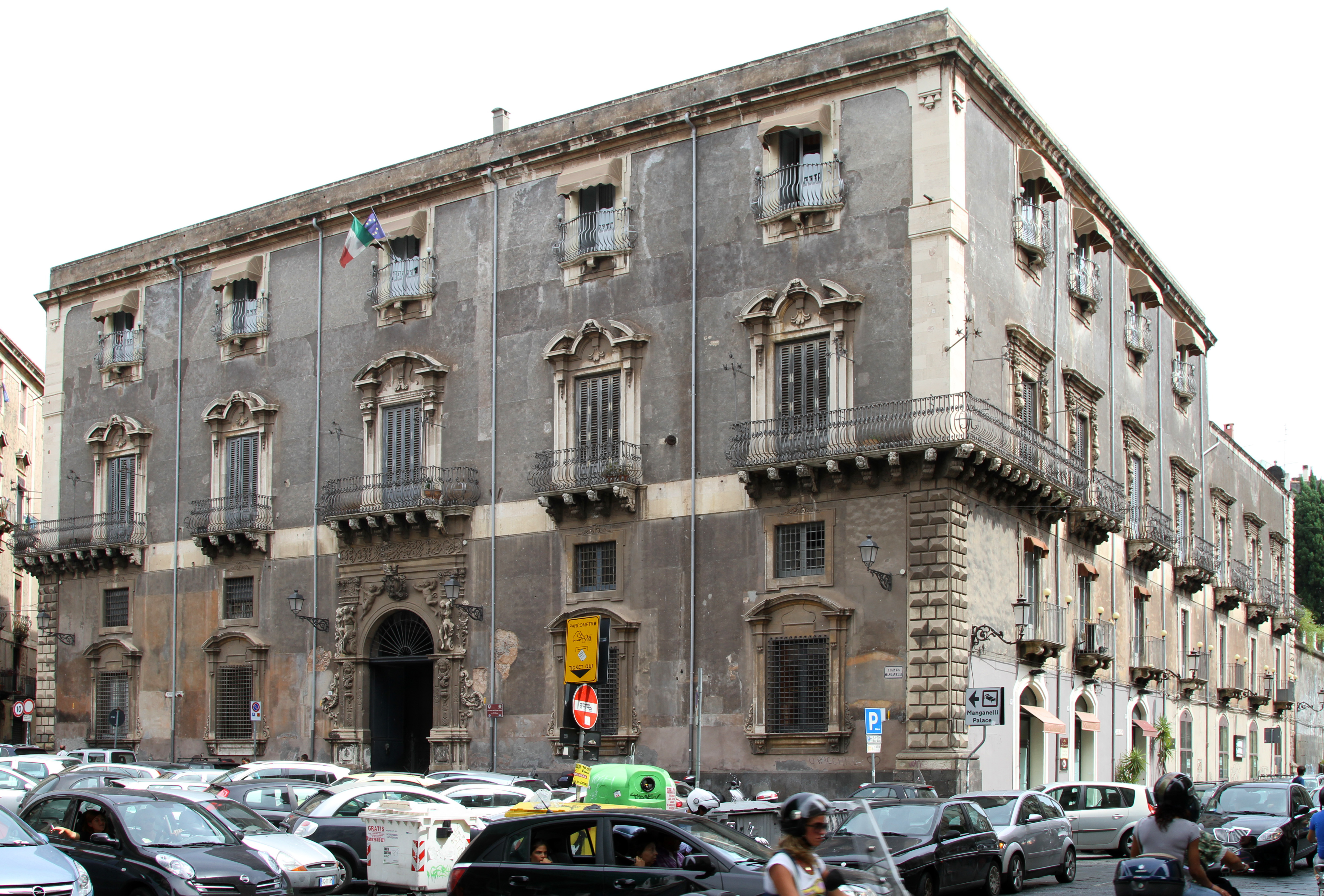
Vista externa
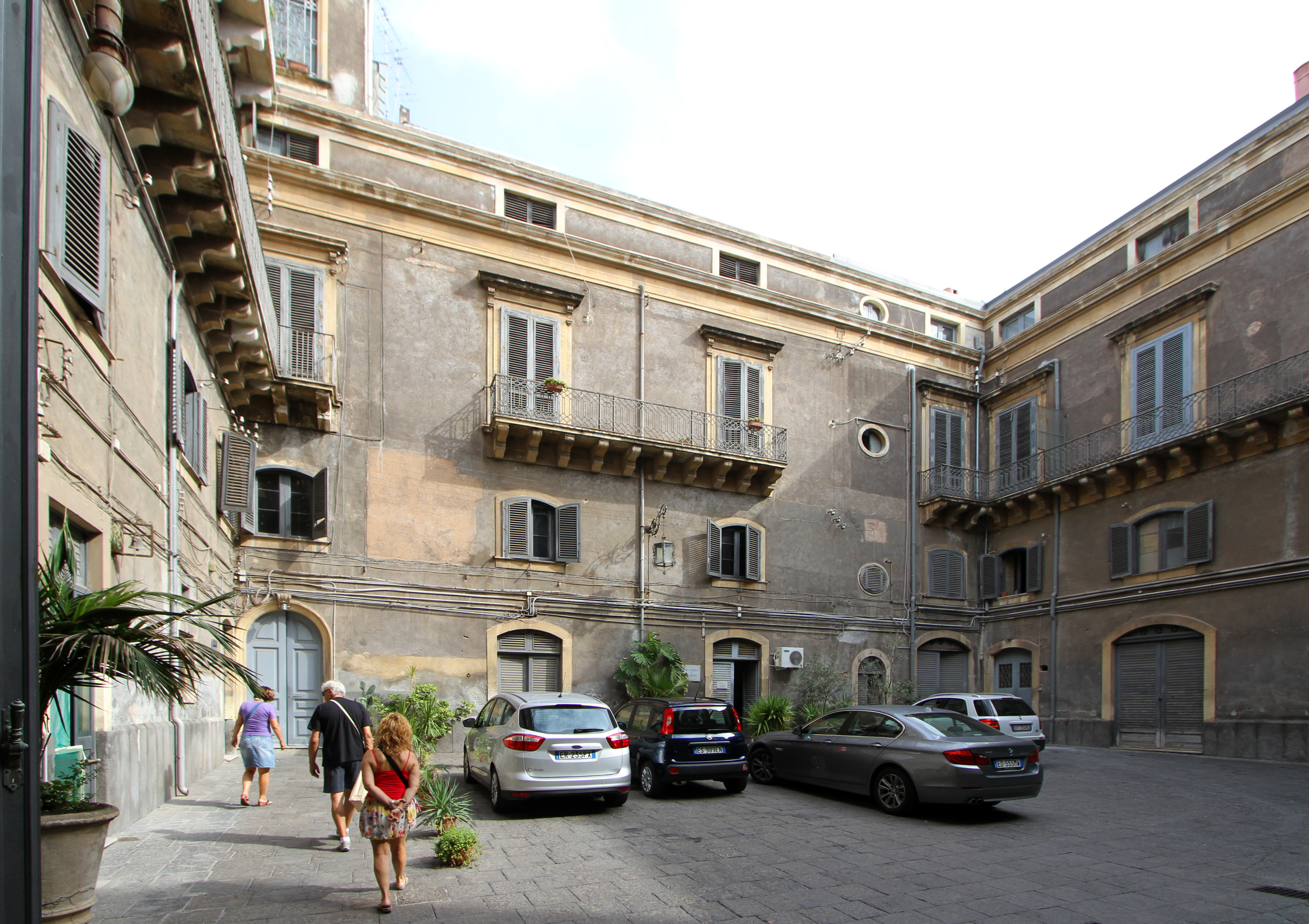
Vista interior
Interior del palacio